# 허태수
허태수(許兌秀, 1957년 11월 8일~)는 GS그룹 회장을 맡고 있는 대한민국의 기업인이다.

## 생애
1957년, 경상남도 부산에서 LG건설 명예회장 허준구와 능성 구씨 구위숙 사이에서 태어났다. 중앙고등학교, 고려대학교에서 법학 학사를 졸업하였다. 미국으로 유학을 가서 조지워싱턴대학교에서 경영학 석사학위를 졸업하였다. GS그룹 회장으로 재임하였다.

## 학력
- 중앙고등학교 졸업
- 고려대학교 법학 학사
- 조지워싱턴대학교 경영대학원 경영학 석사

## 경력
- 1988년: LG투자증권 부장
- 1996년: LG투자증권 국제금융부문 이사대우
- 1997년: LG투자증권 런던법인 법인장
- 1998년: LG투자증권 IB사업부 상무
- 2002년: LG홈쇼핑 전략기획부문 상무
- 2004년 ~ 2006년 12월: GS홈쇼핑 경영지원본부 부사장, 최고재무관리자(CFO)
- 2007년: GS홈쇼핑 대표이사 사장
- 2015년: GS홈쇼핑 대표이사 부회장
- 2020년 ~ : GS 회장
- 전국경제인연합회 부회장
- FC 서울 구단주

## 가족
- 증조부 : 허준(許駿, 1842 ~ 1934), 진사, 선공감 감역, 비서원승, 백산상회 설립
  - 조부 : 허만정(許萬正, 1897 ~ 1952), LG그룹 공동창업주, GS그룹 효시
  - 조모 : 초계 정씨(1895 ~ 1937), 부(父) 참봉 연기(演祈), 슬하 5남
    - 백부 : 허정구(許鼎九, 1911년 8월 6일 ~ 1999년 9월 23일, 삼양통상 명예회장, 삼성그룹 공동창업주)
    - 백모 : 여주 이씨 행좌(李幸佐, 초명 奇出, 1918 ~ 2003), 부(父) 석연(錫璉), 회재 후(晦齋后)
    - 백부 : 허학구(許學九) - 새로닉스 회장
    - 아버지 : 허준구(許俊求, 1923년 5월 9일 ~ 2002년 7월 29일, LG건설 명예회장)
    - 어머니 : 구위숙(具위숙, 1928년 ~ 2024년 12월 3일[1])
      - 형 : 허창수 (許昌秀, 1949년 10월 16일 ~ , GS 명예회장, GS건설 회장, 전국경제인연합회 회장)
      - 형 : 허정수 (許正秀, 1951년 ~ , GS네오텍 회장)
      - 형 : 허진수 (許珍秀, 1953년 9월 12일 ~ , GS칼텍스 주식회사 상임고문)
      - 형 : 허명수 (許明秀, 1955년 10월 1일 ~ , GS건설 상임고문)

    - 숙부 : 허신구(許愼九, 1929년 ~ 2017년) - GS리테일 명예회장
    - 숙부 : 허완구(許完九, 1936년 ~ 2017년) - 승산 회장
    - 숙부 : 허승효(許承孝, 1944년 ~ ) - 알토 회장
    - 숙부 : 허승표(許承杓, 1946년 ~ ) - 피플웍스 회장
    - 숙부 : 허승조(許承祖, 1951년 ~ ) - GS리테일 부회장